# Rietveld-Schröder-Haus
Das Rietveld-Schröder-Haus (auch Haus Schröder genannt) in Utrecht wurde 1924 nach einem Entwurf des niederländischen Architekten Gerrit Rietveld und Truus Schröder-Schräder erbaut und zählt zu den wichtigsten Bauwerken der De-Stijl-Bewegung. Bevor es im Jahr 2000 in die UNESCO-Liste des Welterbes aufgenommen wurde, wurde es bereits 1976 als Rijksmonument unter Denkmalschutz gestellt.

## Geschichte

### Vorgeschichte
Rietveld entwarf dieses Wohnhaus in enger Zusammenarbeit mit der Bauherrin Truus Schröder-Schräder. Diese wollte, nachdem ihr Mann 1923 verstorben war, Utrecht eigentlich verlassen, um in die Nähe ihrer Schwester nach Amsterdam zu ziehen. Sie bat Rietveld, ihr bei der Suche nach einer neuen Wohnung für sie und ihre drei Kinder zur Seite zu stehen – nachdem aber kein passendes Haus zu finden war, schlug er ihr einen Neubau vor. Letztendlich fand sich ein geeigneter Bauplatz an der Prins Hendriklaan (Hausnummer 50) am Utrechter Stadtrand mit freiem Ausblick auf die Polderlandschaft.

### Entwurf
Der erste Entwurf des Architekten konnte die Bauherrin nicht überzeugen und so fertigte Gerrit Rietveld nach gemeinsamer Ausarbeitung der Grundrisse zwei weitere Vorschläge an, wobei letzterer schließlich Truus Schröders Vorstellungen einer schlichten, nicht einengenden Wohnumgebung entsprach.
Die kubische Ausprägung  des zur Ausführung gekommenen Entwurfs  ist charakteristisch für die abstrakte Formensprache dieses Stils. Er wird bestimmt durch großflächige Fensteröffnungen und mit horizontalen und vertikalen Elementen umschlossene Übergänge von innen nach außen.  Außerdem werden die De-Stijl-typischen Farben Rot, Blau und Gelb in Kombination mit Weiß, Schwarz und Grau angewendet.

### Bauausführung

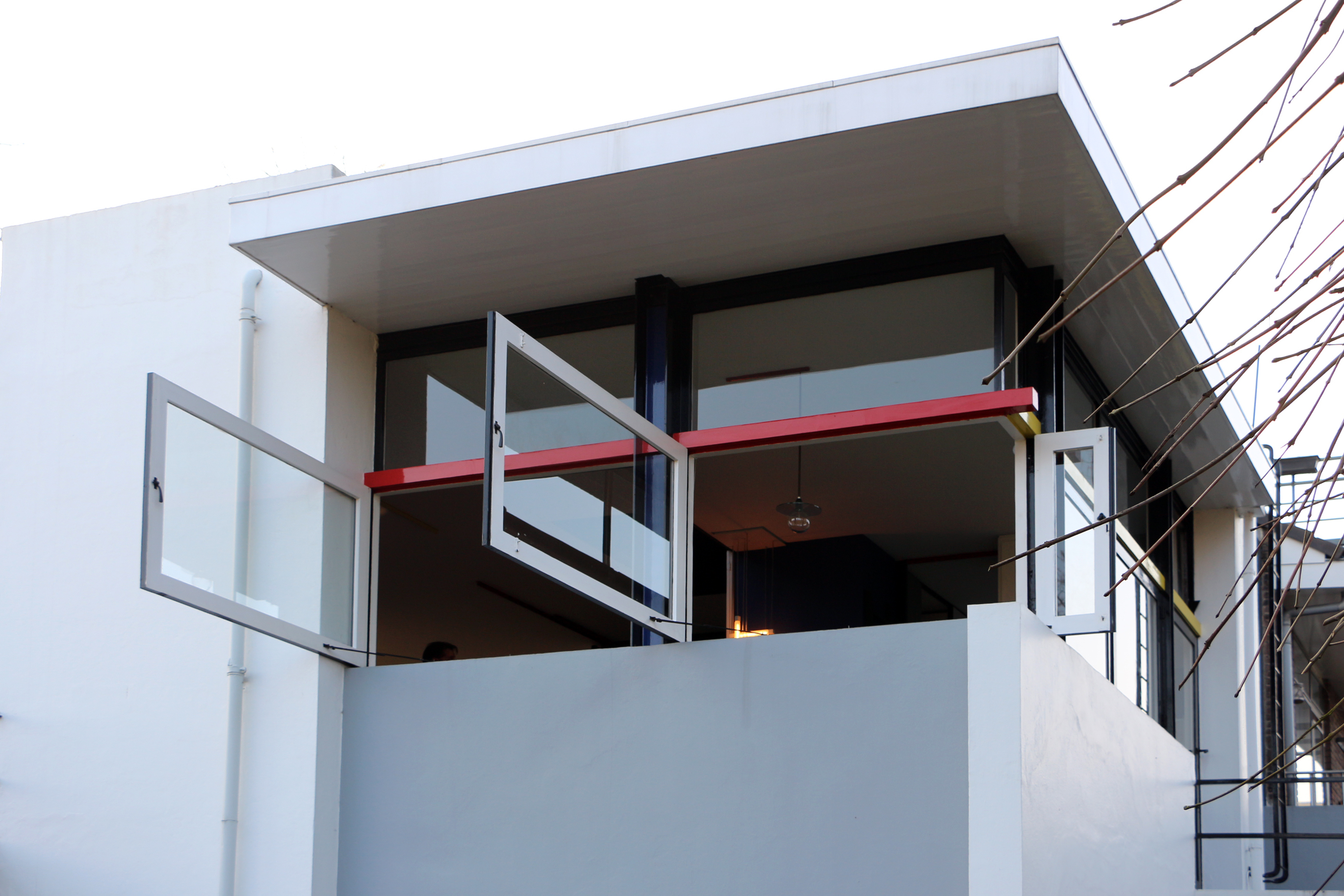
The "invisible corner"

Da das Gebäude vom Baustil der Umgebung stark abwich, musste Rietveld für die Genehmigung des Bauantrags einige Tricks anwenden.
So war aus den eingereichten Grundrissen nicht ersichtlich, dass die Räume im Obergeschoss mit verschiebbaren Wänden abgetrennt werden sollten: In der Seitenansicht zeichnet sich die Dachlinie des dahinter gelegenen Gebäudes so deutlich ab, dass der Eindruck entsteht, das Schröder-Haus habe auch ein schräges Satteldach. Durch diese „Ungenauigkeiten“ in den Plandarstellungen wurde die Baugenehmigung ohne weitere Auflagen erteilt.
Das ursprünglich in Betonbauweise geplante Gebäude wurde aus Kostengründen schließlich mit verputztem Mauerwerk ausgeführt. Lediglich für die Gründung und die Balkone kam Stahlbeton zum Einsatz.
Rietveld war häufig auf der Baustelle anzutreffen – zum einen, weil er hier noch während der Bauphase eine Vielzahl von Details festlegte – zum anderen, weil die Bauarbeiter in seiner Abwesenheit mit den neuen Formen und Ideen teilweise überfordert waren.
Die handwerkliche Ausführung war zum Teil von Anfang an mangelhaft bis ungenügend.

## Nutzung als Museum
Bis zu ihrem Tod 1985 bewohnte die Bauherrin Truus Schröder das Gebäude. Danach wurde das Gebäude als Teil des Centraal Museum Utrecht zugänglich. Dazu werden Führungen von Gruppen bis zu 12 Personen angeboten. Dabei sind fast alle Räume zu besichtigen und es werden die verschiedenen Klapp-Mechanismen der vielen Falttüren und Klappbretter vorgeführt. Eine Anmeldung ist erforderlich.

## Galerie

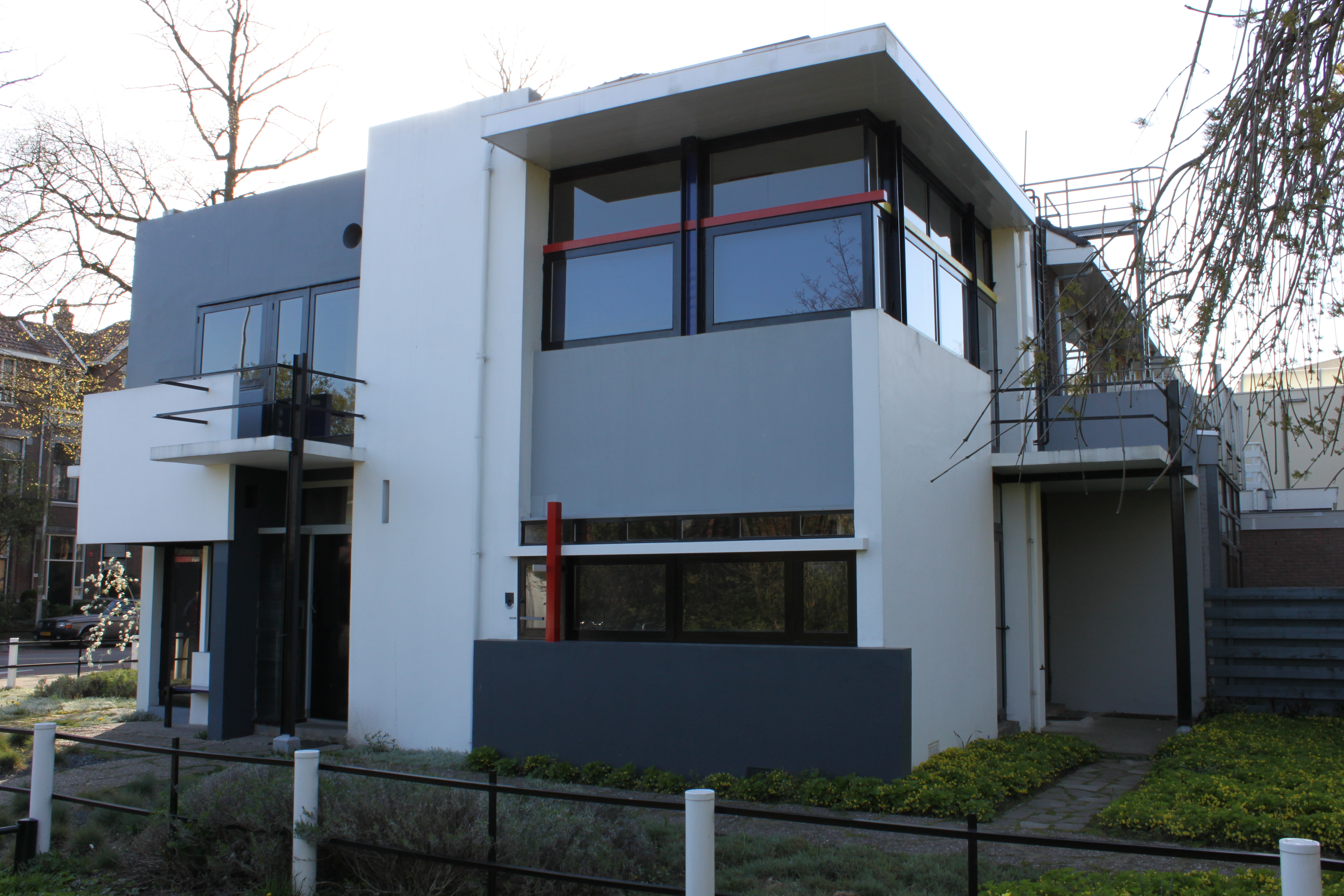
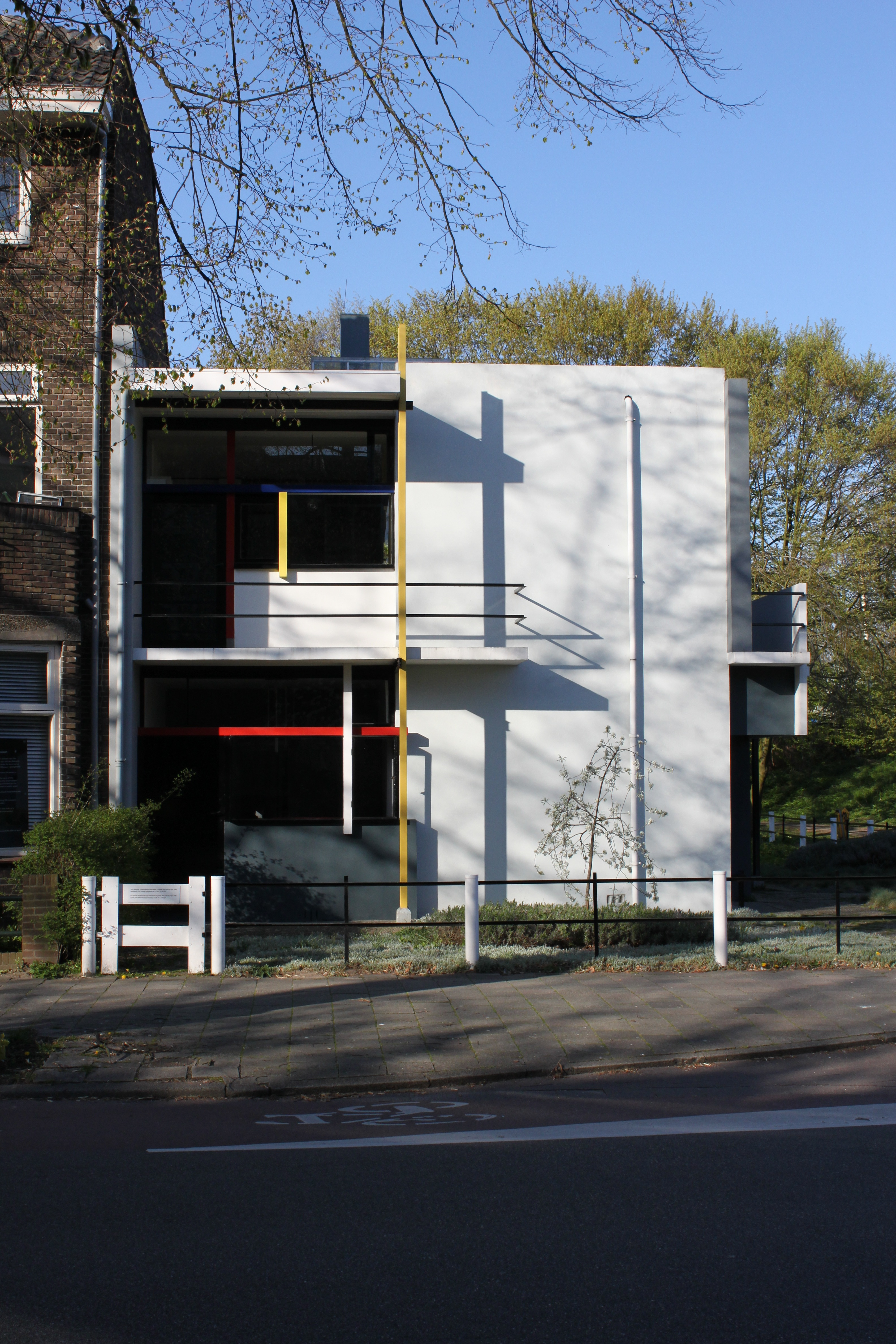
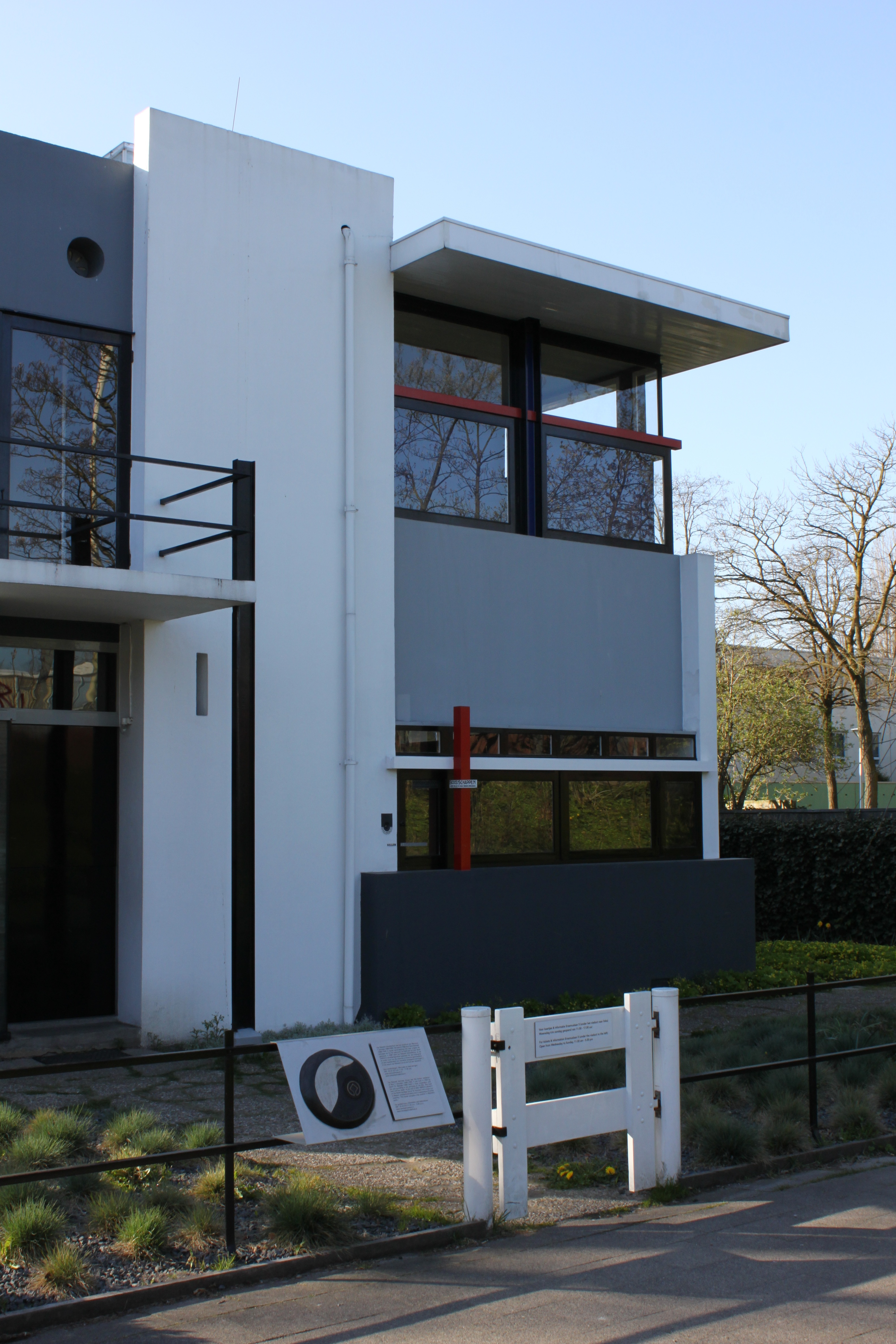
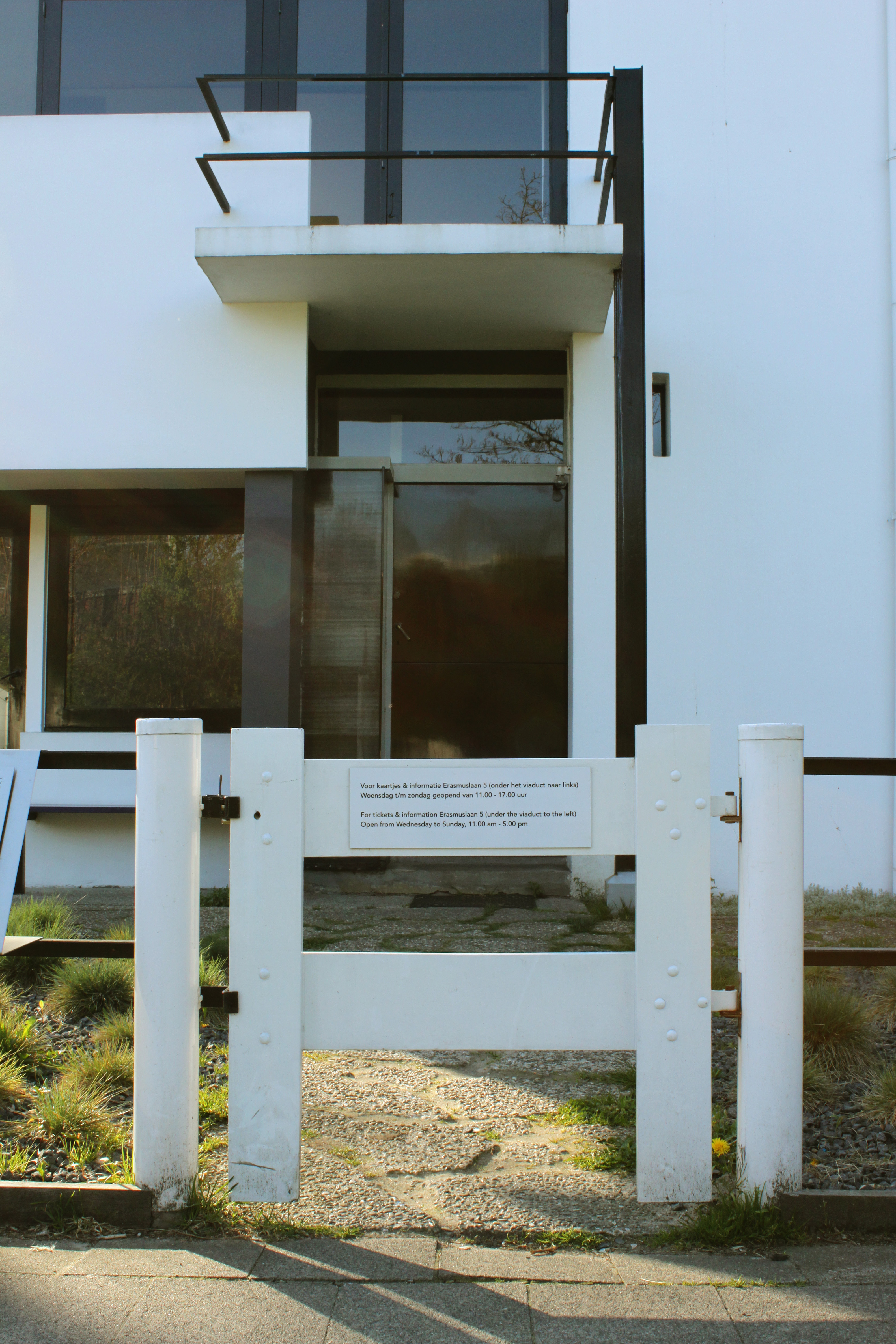